# Brigitte Rohde
Brigitte Rohde, verheiratete Köhn (* 8. Oktober 1954 in Prenzlau), ist eine deutsche Leichtathletin und Olympiasiegerin, die in den 1970er Jahren – für die DDR startend – eine erfolgreiche 400-Meter-Läuferin war. Ihr größter Erfolg ist der Olympiasieg 1976 mit der DDR-Staffel, nachdem sie 1975 und 1976 DDR-Meisterin im 400-Meter-Lauf war.
Nach ihrem Olympiasieg heiratete sie, wurde Mutter und wechselte auf die 400-Meter-Hürdenstrecke. 1980, im Jahr der ersten Hürdenlauf-Weltmeisterschaften, wurde sie Dritte bei den DDR-Meisterschaften, erlitt jedoch später einen Muskelriss.
Ihr erster Trainer, war ihr damaliger Sportlehrer Dieter Stöcker an der POS Geschwister Scholl in Prenzlau, welcher ihr den Weg zum SCN ebnete.
Brigitte Rohde startete für den SC Neubrandenburg und trainierte bei Walter Gladrow. In ihrer aktiven Zeit war sie 1,71 m groß und wog 65 kg. Nach ihrer Sportlerkarriere wurde sie Maschinenbauzeichnerin und arbeitete in einem Konstruktionsbüro. 1974 und 1976 wurde sie mit dem Vaterländischen Verdienstorden ausgezeichnet.

## Erfolge im Einzelnen
- 1974, Europameisterschaften: Platz 1 mit der 4-mal-400-Meter-Staffel (3:25,2 min, zusammen mit Waltraud Dietsch, Ellen Streidt, Angelika Handt)
- 1975, Europacupsieg mit der Nationalstaffel 4-mal-400-Meter-Staffel (Europacupwettkämpfe in der Leichtathletik in Nizza)
- 1976, Olympische Spiele: Platz 1 mit der 4-mal-400-Meter-Staffel (3:19,23 min, zusammen mit Doris Maletzki, Ellen Streidt, Christina Bremer) Weltrekordzeit
- 1978, Europameisterschaften: Platz 4 im 400-Meter-Hürdenlauf (55,46 s)